# Hexatoma perornata
Hexatoma perornata är en tvåvingeart som beskrevs av Alexander 1938. Hexatoma perornata ingår i släktet Hexatoma och familjen småharkrankar. Inga underarter finns listade i Catalogue of Life.